# Liste der südafrikanischen Botschafter in Osttimor

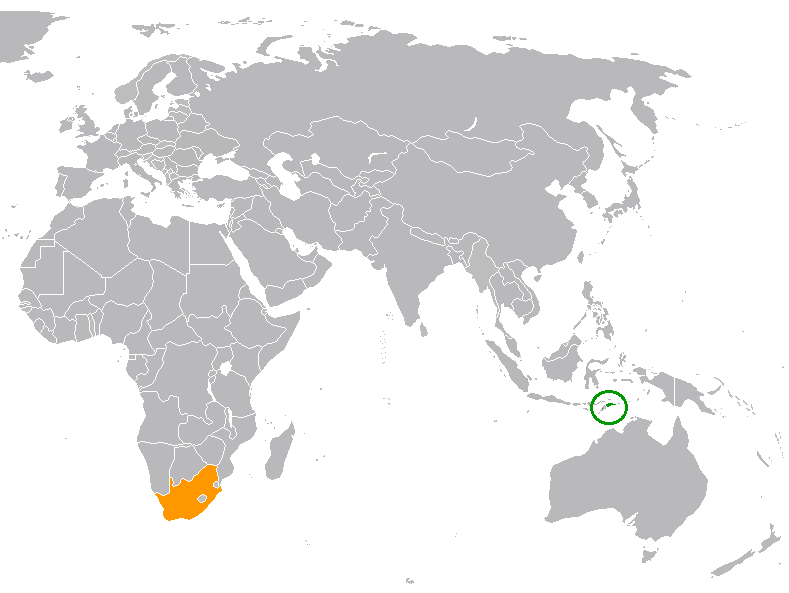
Osttimor (grün) und Südafrika (orange)

Diese Liste führt die südafrikanischen Botschafter in Osttimor auf. Der Sitz der Botschaft befindet sich im indonesischen Jakarta.

## Liste der Botschafter
| Name                      | Amtszeit  | Anmerkungen                        |           |
| Südafrika                 | Südafrika | Südafrika                          | Südafrika |
| ------------------------- | --------- | ---------------------------------- | --------- |
| ?                         |           |                                    |           |
| Pakamisa Augustine Sifuba | 2014–2018 | Akkreditierung: 18. September 2014 |           |
| Hilton Fisher             | 2019–2023 | Akkreditierung: 1. März 2019       |           |
| Mpetjane Kgaogelo Lekgoro | seit 2024 | Akkreditierung: 19. Februar 2024   |           |